# れきちず
れきちずは、デザイナーの加藤創と株式会社MIERUNEが開発・運営をしているオンライン古地図サービス。古地図を現代風の地図デザインを使って描いているのが特徴。

## 概要
MIERUNEのデザイナーである加藤創が、2023年（令和5年）8月27日にベータ版として公開した。ベータ版は江戸時代後期（1800年〜1840年頃、文化・文政・天保年間）の関東地方を想定したものである。今後、現在の地図との比較や経路検索などの機能を追加する計画があり、最終的には古代から現在、未来までの日本地図を閲覧できるオンライン地図を目標としている。
2023年（令和5年）12月、MIERUNEが一社員の個人事業であった「れきちず」のプロジェクトを事業として承継していくことを発表した。

### 特徴
江戸時代の地図を自由に拡大や縮小、スクロールなどGoogle マップのような現代のオンライン地図と同じ感覚で操作できる。また、門や橋、寺社などのランドマークや、五街道、宿場町などはアイコンや色分けを使い、分かりやすく表記している。地名は「武蔵国」「御城」など当時の名称を使用している。

## 沿革
- 2023年（令和5年）
  - 8月27日 - サイト開設。
  - 8月30日 - 地図の一部を修正。
  - 9月4日 - 第5回「地理空間と言語処理」勉強会で発表。
  - 9月9日 - 地理院地図ファンクラブ 2023年9月定例会で発表。
  - 10月5日 - 地図の村を追加。
  - 12月 - MIERUNEが事業を承継することを発表。